# L'Enfer du dimanche
Pour plus de détails, voir Fiche technique et Distribution.
L'Enfer du dimanche ou Les Héros du dimanche au Québec (Any Given Sunday) est un film américain réalisé par Oliver Stone et sorti en 1999. Il réunit une distribution d'ensemble avec notamment Al Pacino, Cameron Diaz, Dennis Quaid, Jamie Foxx, James Woods, LL Cool J, Ann-Margret, Lauren Holly, Matthew Modine, John C. McGinley, Charlton Heston, Bill Bellamy, Lela Rochon, Aaron Eckhart ou encore Elizabeth Berkley.
Le film, partiellement inspiré de l'ouvrage On Any Given Sunday de l'ancien joueur Pat Toomay (en), est centrée sur une saison des Sharks de Miami, prestigieuse équipe de football américain. L'équipe est dans une mauvaise passe et lutte pour obtenir une place en série éliminatoire. Leur quarterback vedette, Jack « Cap » Rooney, est de plus en plus contesté au sein de l'équipe à cause de son âge, notamment par l'ambitieuse présidente Christina Pagniacci. Celle-ci veut moderniser la franchise. De plus, l'entraîneur Tony D'Amato est critiqué et considéré comme vieillissant. Le jeune Willie Beamen remplace Cap après la blessure de ce dernier et, malgré des débuts hésitants, fait rapidement sensation par son jeu spectaculaire. Alors que les résultats des Sharks s'améliorent, s'instaure alors une guerre entre Beamen, qui veut mener les matches à sa manière au mépris des cahiers de jeu, et D'Amato qui compte bien se faire respecter jusqu'au bout de sa carrière, dont il sent la fin proche. Si le film reçoit des critiques presse plutôt mitigées, il réalise de bonnes performances au box-office.

## Synopsis
Les Sharks de Miami est une prestigieuse équipe de football américain, dirigée depuis peu par la jeune et ambitieuse présidente Christina Pagniacci (Cameron Diaz), la fille de l'ancien propriétaire du club Earn Pagniacci, depuis la mort de ce dernier. Mais au début du film, l'équipe est dans une mauvaise passe avec trois défaites d'affilée et lutte pour obtenir une place en série éliminatoire. Lors du match contre les Americans de Minnesota, leur quarterback vedette, Jack « Cap » Rooney (Dennis Quaid), légende du club qui est de plus en plus contesté au sein de l'équipe à cause de son âge, notamment Christina, se blesse et est remplacé. Mais l'instant d'après, son remplaçant se blesse également. L'entraîneur Tony D'Amato (Al Pacino), critiqué car considéré comme vieillissant bien qu'il eût mené par le passé l'équipe à deux victoires en finale du championnat, fait rentrer le jeune Willie Beamen (Jamie Foxx) sur le terrain pour sa première titularisation. Celui-ci, à peine rentré, se met à vomir, et effectue ses premières minutes hésitant, n'arrivant pas à faire ses passes et fait des erreurs dans le jeu. Avant la fin du match, le coach conseille à Willie de se consacrer seulement à sa prochaine passe et de faire abstraction du reste. Le jeune joueur, suivant ce conseil, réussit sa passe à Saunderson (Bill Bellamy) qui marque un touchdown, permettant aux Shark de revenir dans le match. Malheureusement, c'est Minnesota qui remporte le match dû à une erreur de coaching de Tony malgré les conseils du coordinateur Nick Crozier (Aaron Eckhart) récemment engagé pour diriger le jeu : l'attaquant "J" Washington (LL Cool J), considéré comme un "mercenaire" qui veut marquer le plus de points pour toucher une importante prime, faite une perte de balle fatale à l'équipe dans la dernière action ! C'est la quatrième défaite d'affilée, mais le coach fait amende honorable à son équipe et la performance de Willie Beamen est remarquée. 
Après la défaite, Tony rend visite à son quarterback Cap Rooney en souffrance dû à sa blessure, mais qui malgré tout sera remis pour les play offs dans les semaines à venir. Tard dans la soirée, pendant que le journaliste sportif Jack Rose (John C. McGinley) se moque du jeu de Tony, ce dernier seul au bar fait connaissance avec la jeune prostituée Mandy, qui est également admiratrice de lui, et l'invite à passer du bon temps avec elle en la payant. En rentrant chez lui, le coach, alcoolisé, tente en vain de joindre son ex femme. Le lendemain, pendant que l'équipe s'entraîne, Christina, qui veut moderniser le club, cherche à acquérir les fonds pour construire un nouveau stade avec la municipalité malgré le désaccord de ses administrés, et à changer le coaching de Tony, ancien ami du prédécesseur, pour retrouver l'intensité du jeu. Mais devant le refus de Tony qui ne veut rien changer et lui reproche de trop interférer dans la gestion de l'équipe, elle lui fait part que Tony, Cap et le défenseur Shark (Lawrence Taylor), également légende vivante du club, quitteront le club en fin de saison.
Lors du match suivant face aux Rhinos de Chicago, les Sharks sont encore dominés et Tony décide de faire rentrer Willie Beamen pour renverser le match. Mais au cours du match, Willie, après avoir à nouveau vomi, décide de mener le jeu à sa manière au mépris des cahiers de jeu et va faire gagner son équipe. Si tout le monde est impressionné par le joueur qui est mis en avant dans les médias pour son talent, le coach est très mécontent de lui, ainsi que Washington, dont Saunderson est préféré par Willie pour marquer. Toute l'équipe est par la suite invitée à une soirée mondaine en présence du maire, qui est heureux de rencontrer le phénomène du moment Willie Beamen, et a une discussion en privé avec Christina au sujet du nouveau stade. En fin de soirée, Tony danse avec la mère de Christina. Après la soirée, Willie met sa copine dehors, ne la trouvant pas assez classe pour lui à présent. Le dimanche suivant à Los Angeles lors du match face aux Crusiders de Los Angeles, Willie recommence à changer le jeu, ce qui provoque des tensions au sein de l'équipe, obligeant le coach à recadrer ses joueurs après la grave blessure d'un joueur. Pourtant, après le traditionnel vomi de Willie, celui-ci va encore guider l'équipe vers la victoire, ce qui les conduit vers les play off. Après le match, Christina rend visite au vestiaire pour féliciter les joueurs euphoriques, en particulier Willie. Pourtant en privé, certains comme "J" Washington commencent à critiquer le comportement de Willie qui méprise le jeu en le prenant pour son compte. Cap prévient Willie qu'en continuant dans cette voie, il risque de voir les autres refuser de le suivre. Au même moment dans le vestiaire, le violent défenseur Patrick « Madman » Kelly (Andrew Bryniarski) fait une mauvaise blague à ses coéquipiers dans la douche.
En attendant les play off, Willie profite pleinement de sa nouvelle célébrité en tournant un clip de rap promotionnel et passe dans les émissions à la télé, tandis que Cap, apeuré de perdre sa place de quaterback n°1 passe tout son temps à la musculation, ce qui inquiète sa femme Cindy (Lauren Holly) et le coach qui ont peur que celui-ci se blesse à nouveau trop vite. Pendant ce temps, le staff médical composé du Dr Harvey Mandrake (James Woods) et son assistant Dr Ollie Powers (Matthew Modine) font passer un IRM à Shark, celui-ci souffrant de commotions cérébrales. Harvey fait part des résultats de l'IRM à Christina et celle-ci veut faire jouer Shark et laisser Cap sur le banc. Tony passe la nuit avec la prostituée Mandy et, en manque de véritable affection, lui avoue qu'il aimerait la revoir, mais elle refuse toute relation non tarifée. Le samedi suivant, le coach invite Willie chez lui pour une mise au point sur le jeu. Mais Willie refuse d'écouter les conseils du coach au sujet du jeu et se plaint de ce qu'il a vécu avant. Les deux hommes se quittent fâchés, Willie cherchant encore plus la célébrité. Le soir, Willie se rend à la soirée chez Shark, mais celle-ci dégénère lorsque le premier critique ses coéquipiers tandis que le second scie sa voiture en deux et le vire en représailles. Mais la célébrité atteint ses limites lors du match contre les "Emperors" de New York qui battent les Sharks très facilement, Willie étant abandonné par ses partenaires qui ne le supportent plus et refusent de le suivre. Pour Tony, c'est le pire match de sa vie. Il faudra se remettre en question avant de jouer le dernier match contre Dallas dans deux semaines. Pour ne rien arranger, le maire de Miami qui a assisté au match renonce à soutenir le projet de Christina.
Dans les jours qui suivent, le Dr Ollie Powers fait part au coach et à Shark des résultats de l'IRM montrant que celui-ci risque la mort au prochain choc au cou et n'est plus apte à jouer. Celui-ci veut continuer de jouer, étant proche de toucher sa prime d'un million de dollars, ce que le coach accepte. À la suite de la réunion, Tony vire le Dr Harvey du club pour avoir caché la vérité sur la santé de Shark, puis bouscule le journaliste Jack Rose. Willie Beamen, qui se fait plus discret, doit se remettre en question, Shark lui explique que la célébrité est éphémère et le véritable sens de la vie du joueur. Willie retrouve son ancienne copine un soir et veut la reconquérir. Pendant ce temps, Tony tente de rassurer Cap qui ne se sent plus capable de jouer le prochain match. Mais lorsque le joueur évoque de mettre un terme à sa carrière, il est réprimandé par sa femme. Le soir suivant, c'est au tour de Christina de réprimander Tony exigeant que celui-ci fasse jouer Willie au lieu de Cap. Le ton monte entre eux à nouveau, la dirigeante lui reprochant son âge, et le coach lui rappelant son amitié avec son père. Le lendemain, Christina se rend dans le bureau de son père, pendant que sa mère évoque avec Tony sa tristesse de voir ce que fait sa fille avec la gestion du club qu'elle compte d'ailleurs vendre. En entendant la conversation, Christina se met à pleurer, tandis que Tony prend conscience qu'il est temps de changer en déchirant le numéro de Mandy. 
Le jour du match à Dallas, les médias évoquent les tensions entre Willie et le coach qui est également au centre d'une polémique pour avoir bousculé le journaliste Jack Rose. Avant le match, le coach s'excuse publiquement de son geste à la presse, tandis que Shark demande au Dr Powers une injection de cortisone. Pour motiver son équipe, le coach prononce alors un discours légendaire sur le courage et le sacrifice au service du collectif. L'équipe de football menée par Cap va affronter les Knights de Dallas, la meilleure équipe du championnat. Pendant les deux premiers quarts temps, alors que les Sharks sont dominés par les Knights, sous le regard spectateur de Willie sur le bord du terrain, Christina apprend que ses projets financiers dont l'achat d'un autre club à Los Angeles, ce qui est interdit au sein du championnat, ont été divulgués et doit rendre des comptes à la fédération sportive. Cap marque un touchdown avant la mi-temps, ce qui impressionne l'équipe, le coach, le public, évoquant le courage légendaire de ce joueur pas encore fini ! Durant la mi-temps, le coach félicite grandement son quaterback vedette et décide avec l'accord de ce dernier de le remplacer par Willie. Lorsque le coach annonce à Willie que c'est désormais à lui de mener l'équipe, Christina entre subitement dans le vestiaire venue interférer dans le coaching, ce qui énerve Tony qui s'isole avec elle pour une forte altercation à l'écart, jusqu'à ce que Willie intervienne pour la calmer.
De retour sur le terrain, Willie mène l'équipe, en écoutant plus les appels du jeu du coach et les conseils de Cap. Mais à deux minutes avant la fin, alors que Dallas mène toujours au score, Shark se sacrifie en arrêtant l'adversaire au quatrième essai avant que celui-ci puisse marquer des points et permettant à son équipe de récupérer le ballon. Mais le choc est dur, le joueur est à terre, mais en vie et heureux d'avoir accompli cet exploit pour pouvoir enfin toucher sa prime d'un million de dollars. Il est transporté en civière sous les applaudissements du public. À ce moment-là, tandis que Christina se remet en question, Willie vomit, fait amende honorable et l'équipe le laisse la diriger pour la dernière minute. Il fait la passe à Saunderson qui marque un touchdown. Mais celui-ci est annulé par l'arbitre pour une faute des Sharks (Madman a accroché un défenseur de Dallas, ce qui est interdit). Le jeu reprend pour les 40 dernières secondes. À 9 secondes, Willie demande un temps mort pour montrer sa complicité avec le coach, qui lui transmet un plan de jeu très risqué aux joueurs. Willie passe à Julian qui, faisant preuve d'altruisme pour une fois, sort du terrain. Il reste 4 secondes (les plus longues) et un yard à parcourir pour marquer. Willie réussit l'exploit de marquer le touchdown à la dernière seconde, les Sharks gagnent.
Après le match, le coach a une conversation avec Willie. Il lui annonce qu'il quitte le club. Il évoque avec lui un ancien quaterback qu'il avait connu bien plus tôt. Si le match contre Dallas marque la résurrection des Sharks (et remporteront le suivant à Minnesota), ils ne remporteront finalement pas la Pantheon Cup en perdant face à San Francisco quelques semaines plus tard comme évoqué lors de la conférence dans la dernière scène. Une conférence de presse est organisée à la fin de la saison. Christina annonce qu'elle reste finalement à Miami à la tête du club, tout en faisant ses adieux à Tony. Ce dernier annonce que les dernières semaines lui ont fait comprendre que les choses changent et il laisse sa place à Nick Crozier pour devenir le futur entraîneur de l'équipe des "Aztecs" à Albuquerque, en emmenant avec lui Willie Beamen pour prendre la tête de sa nouvelle équipe, à la grande surprise de Christina qui voulait garder son joueur. Tony donne rendez-vous à Christina la prochaine saison de l'autre côté du terrain.

## Fiche technique
- Titre original : Any Given Sunday
- Titre français : L'Enfer du dimanche
- Titre québécois : Les Héros du dimanche
- Réalisation : Oliver Stone
- Scénario : John Logan, Daniel Pyne et Oliver Stone, d'après le roman On Any Given Sunday de Pat Toomay (en)
- Musique : Richard Horowitz et Paul Kelly
- Photographie : Salvatore Totino
- Montage : Stuart Levy, Thomas J. Nordberg, Keith Salmon et Stuart Waks
- Décors : Victor Kempster (de)
- Costumes : Mary Zophres
- Production : Dan Halsted (en), Lauren Shuler Donner, Clayton Townsend (en), Richard Donner et Oliver Stone
- Sociétés de production : Warner Bros., Donners' Company et Ixtlan
- Société de distribution : Warner Bros.
- Budget : 55 000 000 $
- Pays de production :  États-Unis
- Langue originale : anglais
- Format : couleur Technicolor - 2,35:1 - DTS / Dolby Digital / SDDS - 35 mm
- Genres : drame sportif
- Durée : 150 minutes, 156 minutes (version director's cut)
- Dates de sortie[1] :
  - États-Unis : 16 décembre 1999 (première)
  - États-Unis : 22 décembre 1999
  - France : 12 avril 2000

## Distribution
- Al Pacino (VF : José Luccioni ; VQ : Luis de Cespedes) : l'entraineur Tony D'Amato
- Cameron Diaz (VF : Marjorie Frantz ; VQ : Camille Cyr-Desmarais) : la présidente Christina Pagniacci
- Dennis Quaid (VF : Bernard Lanneau ; VQ : Hubert Gagnon) : le quaterback vedette Jack « Cap » Rooney #19
- James Woods (VF : Marcel Guido ; VQ : Jean-Luc Montminy) : Dr Harvey Mandrake, médecin de l'équipe
- Jamie Foxx (VF : Lucien Jean-Baptiste ; VQ : Benoit Éthier) : le troisième quaterback Willie Beamen #13
- LL Cool J (VF : Jean-Paul Pitolin ; VQ : Benoit Rousseau) : l'attaquant Julian Washington #33
- Matthew Modine (VF : Bernard Gabay ; VQ : Daniel Picard) : Dr Ollie Powers, médecin assistant de l'équipe
- Jim Brown (VF : Mario Santini ; VQ : Yves Corbeil) : le coodinateur défensif Montezuma Monroe
- Lawrence Taylor (VF : Jacques Martial ; VQ : François Sasseville) : le défenseur Luther « Shark » Lavay II #58
- Bill Bellamy (VF : Edouard Montoute) : le jeune attaquant Jimmy Sanderson #88
- Andrew Bryniarski (VF : Mathieu Buscatto ; VQ : Denis Roy) : le défenseur Patrick « Madman » Kelly #69
- Lela Rochon (VF : Magali Berdy) : Vanessa Struthers, la petite amie de Willie Beamen
- Lauren Holly (VF : Juliette Degenne ; VQ : Sophie Faucher) : Cindy Rooney, la femme de Cap Rooney
- Ann-Margret (VF : Évelyne Séléna ; VQ : Anne Caron) : Margaret Pagniacci
- Aaron Eckhart (VF : Philippe Vincent ; VQ : François Godin) : le coordinateur offensif Nick Crozier
- Elizabeth Berkley (VF : Ivana Coppola ; VQ : Isabelle Leyrolles) : Mandy Murphy, prostitué
- Charlton Heston (VF : Jean Négroni) : le commissaire du football
- John C. McGinley (VF : Pierre Laurent ; VQ : Alain Zouvi) : le journaliste Jack Rose
- Oliver Stone (VF : George Eddy) : le commentateur Tug Kowalski
- Clifton Davis : le maire de Miami
- Robert Paget : un reporter (non crédité)
- James Karen : Ed Phillips, administré de Christina Pagnacci
- Sean Stone : un fan

## Production

### Genèse du projet
Oliver Stone développe un script intitulé Monday Night avec l'aide de Jamie Williams (ancien tight end des Cornhuskers du Nebraska et des 49ers de San Francisco) et du journaliste sportif Richard Weiner. En parallèle, il acquiert les droits d'un script intitulé On Any Given Sunday écrit par John Logan. Puis il incorpore un 3e scénario titré Playing Hurt et écrit par Daniel Pyne.
En mai 1999, la première page du script officiel mentionne donc : « première version par Jamie Williams & Richard Weiner, John Logan, Daniel Pyne ; révisions conséquentes par Gary Ross; révisions par Raynold Gideon & Bruce A. Evans ; révisions par John Logan ; révisions par Lisa Amsterdam & Robert Huizenga ; révisions par Oliver Stone » Cependant la Writers Guild of America n'accorda pas autant de crédits. Logan et Stone sont crédités comme scénaristes, et Pyne et Logan sont crédités comme auteur de l'histoire de départ. Bien que Williams et Weiner ne soient pas crédités comme scénaristes, ils apparaissent au générique comme consultants.
Le scénario s'inspire également du livre You're Okay, It's Just a Bruise: A Doctor's Sideline Secrets de Robert Huizenga, ancien médecin au sein des Raiders dans les années 1980. Il travaillait sous les ordres du Dr Rosenfield, qui cachait souvent la gravité des blessures des joueurs en leur disant « You're okay, it's just a bruise » (« tu es OK, c'est juste une contusion »). Dans le film, le personnage incarné par James Woods dira la même chose à Cap quand il se blesse.
La production n'a pas obtenu la permission d'utiliser les logos et les véritables noms des équipes de la National Football League. Pour les besoins du film, une ligue fictive appelée Association of Football Franchises of America (AFFA) a été créée. Le Super Bowl devient ainsi la Pantheon Cup. L'équipe de Miami s'appelle les Sharks. Dans la réalité, ce sont les Dolphins de Miami. De même, les Rhinos remplacent les Chicago Bears et les Knights remplacent les Dallas Cowboys

### Attribution des rôles
Pour le rôle de Tony D'Amato, Oliver Stone voulait en premier choix Al Pacino et Robert De Niro. Ce dernier n'accepte finalement pas le rôle, qui revient donc à Pacino. Clint Eastwood a failli être attaché au rôle, mais il voulait également réaliser le film.
Stone a rencontré Cuba Gooding Jr. pour le rôle de Willie Beamen, mais Stone n'aimait pas le fait qu'il ait joué un rôle similaire dans Jerry Maguire (1997). Le rôle est également proposé à Chris Tucker, qui le refusa, et au rappeur Sean "Puffy" Combs, qui le refusa également, en raison d’incompatibilité d'emploi du temps. Ving Rhames et David Duchovny ont également refusé un rôle. Edward Burns a été d'abord choisi pour le rôle de Nick Crozier, finalement obtenu par Aaron Eckhart.
Jim Caviezel joue le fils de Tony D'Amato, mais ses scènes ont été supprimées. Elles sont visibles dans les bonus du DVD. Tom Sizemore a également été coupé au montage.
Cinq membres du Pro Football Hall of Fame font une apparition dans le film en tant que coaches des cinq équipes qu'affrontent les Miami Sharks : Bob St. Clair joue le rôle de l'entraîneur des Minnesota Americans, Y.A. Tittle celui des Chicago Rhinos, Dick Butkus celui des California Crusaders, Warren Moon celui des New York Emperors et Johnny Unitas celui des Dallas Knights.

### Tournage
Le tournage a lieu principalement en Floride, à Miami, ainsi qu'à Irving au Texas (pour le dernier match du film). Le Miami Orange Bowl a été utilisé comme stade de l'équipe des Miami Sharks, le Sun Life Stadium pour le match censé se dérouler en Californie et le Texas Stadium pour le dernier match à Dallas. Des scènes ont également été tournées à Homestead, Miami Beach, Fort Lauderdale. La Villa Vizcaya à Miami Beach servit également pour quelques scènes.
La maison de Cap est en réalité la maison de Dan Marino, ancien quarterback des Dolphins de Miami.

## Bande originale
La bande originale est surtout composée de morceaux de rap, rock alternatif et R'n'B. L'album, sorti sous le label Atlantic Records, a atteint la 28e place du Billboard 200 aux États-Unis.
On y trouve plusieurs chansons de Moby enregistrées lors de la réalisation de son album Play (Find my Baby, Everloving, My Weakness...), dont il a mis l'intégralité des morceaux (y compris les faces B) sous licence commerciale à des fins médiatiques et audiovisuelle.

## Accueil
Le film reçoit à sa sortie des critiques mitigées, recueillant 49 % de critiques positives, avec un score moyen de 5,5/10 et sur la base de 118 critiques collectées, sur le site internet Rotten Tomatoes. Sur Metacritic, il obtient une note de 52/100 sur la base de 32 critiques. En France, le film a été plutôt favorablement reçu par la presse, Le Figaroscope évoquant un film ambivalent et « indéniablement puissant », L'Événement du jeudi un « savoureux éloge du jeu » « brillamment mis en scène et interprété », Le Parisien un « rythme d'une rafale de mitrailleuse, avec quelques rares plages de calme qui donnent à peine le temps au spectateur de reprendre son souffle », Première un film « défendu avec un bel enthousiasme », Le Nouvel Observateur un « Platoon version sport de combat », brillant mais trop long, Les Cahiers du cinéma « un film démodé, incertain de lui-même et de ses enjeux » et Les Inrockuptibles une « compilation de clichés éculés sur le sport-spectacle », critiquant le manque de subtilité et disant qu'Oliver Stone est un mix entre André Cayatte, pour le plaidoyer appuyé, et Ken Russell, pour l'épate esbroufe. Mais le magazine apprécie bien la prestation d'Al Pacino. Même chose pour Libération,.
Côté box-office, le film rapporte 100 230 832 $ dans le monde entier (dont 75 530 832 $ aux États-Unis). En France, il a attiré dans les salles 474 561 spectateurs.

## Distinctions
Sauf mention contraire, cette liste provient d'informations de l'Internet Movie Database.

### Récompenses
- Blockbuster Entertainment Award 2000 de la meilleure actrice dans un film dramatique pour Cameron Diaz.
- ALMA Award 2000 de la meilleure actrice pour Cameron Diaz.
- BMI Film & TV Award 2000 pour Richard Horowitz.

### Nominations
- Sélectionné en compétition officielle pour l'Ours d'or lors de la Berlinale 2000.
- MTV Movie Award 2000 de la révélation masculine pour Jamie Foxx.
- Golden Reel Award 2000 de la meilleure musique.
- Blockbuster Entertainment Awards 2000 du meilleur acteur dans un film dramatique pour Al Pacino et du meilleur second rôle masculin dans un film dramatique pour Jamie Foxx.